# BNDES
Banco Nacional de Desenvolvimento Econômico e Social (BNDES) (Национальный банк экономического и социального развития) — бразильский государственный банк, один из крупнейших в мире банков национального развития. Функции банка включают долгосрочное финансирование производственной и социальной инфраструктуры, противокризисные интервенции, поддержку среднего и малого бизнеса, инновационных и экологичных технологий, продвижение бразильских компаний на мировой рынок.

## История
BNDES был основан в 1952 году для финансирования экономического развития Бразилии; первоначально был ориентирован на развитие инфраструктуры, но со временем начал инвестировать в промышленность и внешнюю торговлю. В 1971 году из правительственного агентства был реорганизован в государственный банк, получив таким образом большую экономическую свободу. Группа BNDES была образована в 1982 году слиянием BNDES Participações (инвестиционного банка) и FINAME (торгового банка). Банк играл и продолжает играть значительную роль в приватизации, прямо и косвенно владея пакетами акций приватизированных предприятий.
Основным источником наполнения капитала является Казначейство Бразилии, но в мае 2018 года банк провёл своё первое размещение облигаций на сумму 1,7 млрд бразильских реалов ($450 млн).

## Деятельность
BNDES контролируется федеральным правительством Бразилии (подчинён Министерству экономики). Высшим органом управления является наблюдательный совет, состоящий из 11 членов; девять из них — представители правительства, один представитель сотрудников банка, а также президент BNDES. Зарубежные представительства имеются в Монтевидео (Уругвай), Йоханнесбурге (ЮАР) и Лондоне (Великобритания).
Активы на конец 2020 года составили 783 млрд реалов ($151 млрд), из них 305 млрд пришлось на выданные кредиты, 168 млрд — межбанковских займы, 106 млрд — гособлигации, 65 млрд — акции компаний, 97 млрд — наличные и краткосрочные депозиты. Из пакетов акций в собственности банка наиболее значимы Petrobras (8,07 %, 30 млрд реалов), Vale (2,18 %, 20 млрд реалов), Electrobras (16,15 %, 9,3 млрд реалов), Copel (23,96 %, 4,7 млрд реалов), Klabin — Units (7,45 %, 2,2 млрд реалов), Cemig (5,52 %, 1,3 млрд реалов).